# Distrikt Buyende
Buyende ist ein Distrikt in Ostuganda. Die Hauptstadt des Distrikts ist Buyende.

## Lage
Der Distrikt Buyende grenzt im Nordwesten an den Distrikt Amolatar, im Norden an den Distrikt Kaberamaido, im Nordosten an den Distrikt Serere, im Osten an den Distrikt Kaliro, im Südosten an den Distrikt Luuka, im Süden an den Distrikt Kamuli und im Westen an den Distrikt Kayunga.

## Demografie
In Buyende lebten 2014 323.067 Menschen auf einer Fläche von 1.845 Quadratkilometern.
| Zensusjahr | Einwohnerzahl |
| ---------- | ------------- |
| 1991       | 130.775       |
| 2002       | 191.266       |
| 2014       | 323.067       |

## Wirtschaft
Die wichtigste wirtschaftliche Aktivität im Distrikt ist Subsistenzlandwirtschaft.